# 索羅卡
索羅卡（羅馬尼亞語：Soroca，羅馬化：Soroki，羅馬化：Soroky，意第緒語：‎）是摩尔多瓦共和国北部的一座城市，也是索羅卡區的首府。2014年人口约2.2万。

## 地理
索罗卡位於摩尔多瓦东北部界河德涅斯特河右岸，与乌克兰的采基尼夫卡隔河相望。海拔高度45米。距離首都基希讷乌160公里。

## 历史
索罗卡地区最早的人类活动遗迹可以追溯到旧石器时代。当地曾发现两处距今四千~五千年前的人类定居点，有房屋遗址、燧石工具、泥罐及动物骨制品等出土。早在古典时期，古希腊历史学家希罗多德就在著作中提到过此地一座名为波利克罗米亚（Polychromia）的達契亞人（古希腊称Getae）聚居点。2~4世纪，两座村庄在此兴起，直至376年毁于匈人入侵。
民族大迁徙期间，当地出现三处村落。此后，斯拉夫人和罗马人融合而成的博洛霍温人（Bolohovenii）在此居住，并成为东北近邻加利西亞－沃里尼亞王國的同盟。作为从黑海到波罗的海重要商路的节点，希腊人、弗拉赫人、瓦良格人在此交汇。15世纪，为抵御金帐汗国的入侵，摩尔达维亚人在德涅斯特河的浅滩靠近居民点的位置修建起一座木造要塞，此后历经重建，要塞至今尚保存完好。航海而来的热那亚人开设了两处商站，分别命名为波利克罗尼亚（Policronia）和奥利克罗尼亚（Olicronia）。
索罗卡作为摩尔达维亚公国的城市，最早见于14世纪的文献。随着奥斯曼土耳其崛起，摩尔达维亚逐渐沦为奥斯曼帝国的附庸国。17世纪的大土耳其战争期间，波兰国王扬三世·索别斯基派兵据守索罗卡要塞，成功抵御奥斯曼帝国的进攻。第三次俄土战争时，沙皇彼得大帝的军队从城市经过。第四次俄土战争中，城市又被俄军洗劫。1812年，沙俄在第七次俄土战争中获胜，得到摩尔达维亚东部地区，建立比薩拉比亞州，索罗卡也在其中，成为沙俄领土，工业开始发展，城市大幅扩张。
1917年，俄国爆发十月革命，旋即退出第一次世界大战。摩爾達維亞民主共和國宣告独立，次年加入罗马尼亚王国。此后，索罗卡在国联南森国际难民办公室的运作下，接收了大量来自苏联的难民.。1940年，苏联根据《蘇德條約》秘密划定的东欧势力范围，强迫罗马尼亚割让比拉萨比亚地区，组建摩尔达维亚苏维埃社会主义共和国。1941年，苏德战争爆发，罗马尼亚扬·安东内斯库政权与德国结盟，收复失地。1944年，苏军攻入罗马尼亚，再次占领比薩拉比亞。1991年，苏联解体，索罗卡成为摩爾多瓦共和國下设的索罗卡区的首府至今。

## 气候
索羅卡为温带大陆性湿润气候，夏季温暖。
| 索羅卡                 | 索羅卡      | 索羅卡      | 索羅卡     | 索羅卡     | 索羅卡      | 索羅卡      | 索羅卡      | 索羅卡      | 索羅卡      | 索羅卡     | 索羅卡     | 索羅卡      | 索羅卡      |
| 月份                   | 1月         | 2月         | 3月        | 4月        | 5月         | 6月         | 7月         | 8月         | 9月         | 10月       | 11月       | 12月        | 全年        |
| ---------------------- | ----------- | ----------- | ---------- | ---------- | ----------- | ----------- | ----------- | ----------- | ----------- | ---------- | ---------- | ----------- | ----------- |
| 日均气温 °C（°F）      | −4.7 (23.5) | −3.2 (26.2) | 1.5 (34.7) | 9.2 (48.6) | 15.0 (59.0) | 18.1 (64.6) | 19.5 (67.1) | 18.9 (66.0) | 14.8 (58.6) | 9.0 (48.2) | 3.0 (37.4) | −1.7 (28.9) | 13.1 (55.6) |
| 平均降水量 mm（）      | 35 (1.4)    | 36 (1.4)    | 31 (1.2)   | 49 (1.9)   | 65 (2.6)    | 93 (3.7)    | 90 (3.5)    | 58 (2.3)    | 48 (1.9)    | 31 (1.2)   | 38 (1.5)   | 39 (1.5)    | 613 (24.1)  |
| 来源：Climate-Data.org |             |             |            |            |             |             |             |             |             |            |            |             |             |

## 人口
索罗卡地区民族组成
根据2014年的全国人口普查，索罗卡当地人口为22,196。2004年普查数据则为28,362。其中摩尔多瓦人超过80%，主要少数民族包括乌克兰人、俄罗斯人和罗姆人。

## 景点
- 索罗卡要塞

## 友好城市
- 俄羅斯布良斯克
- 羅馬尼亞弗勒門濟
- 羅馬尼亞蘇恰瓦
- 義大利费拉拉

## 外部連結
- Population of Soroca by mother tongue in 1897